# 小行星8324
小行星8324（英語：8324 Juliadeleon）是一颗围绕太阳公转的小行星。1981年2月28日，舒爾特·巴斯在赛丁泉山发现了此天体。
这颗小行星的绝对星等为126.6584889657387等。